# Aleochara stichai
Aleochara stichai är en skalbaggsart som beskrevs av Likovský 1965. Aleochara stichai ingår i släktet Aleochara, och familjen kortvingar. Arten är reproducerande i Sverige.